# Liste des livres audio de Stargate

Les livres audio de Stargate (audio books, en anglais) sont produits par Big Finish Productions et basés sur l’histoire des deux séries télévisées américaines Stargate SG-1 et Stargate Atlantis.

## Saison 1
| Numéro | Titre              | Série             | Invités                        | Auteur         | Directeur      | Longueur | Chronologie avec les séries | Date de sortie |
| ------ | ------------------ | ----------------- | ------------------------------ | -------------- | -------------- | -------- | --------------------------- | -------------- |
| 1.1    | Gift of the Gods   | Stargate SG-1     | Michael Shanks John Schwab     | Sally Malcolm  | Sharon Gosling | 70 min   | Saison 3                    | Avril 2008     |
| 1.2    | A Necessary Evil   | Stargate Atlantis | Torri Higginson Timothy Watson | Sharon Gosling | Sharon Gosling | 70 min   | Saison 3-4                  | Mai 2008       |
| 1.3    | Shell Game         | Stargate SG-1     | Claudia Black Michael Shanks   | James Swallow  | Sharon Gosling | 70 min   | Saison 10                   | Juin 2008      |
| 1.4    | Perchance to Dream | Stargate Atlantis | Paul McGillion Sara Douglass   | Sally Malcolm  | Sharon Gosling | 70 min   | Saison 2                    | Juillet 2008   |
| 1.5    | Savarna            | Stargate SG-1     | Teryl Rothery Toby Longworth   | Sally Malcolm  | Sharon Gosling | 70 min   | Saison 7                    | août 2008      |
| 1.6    | Zero Point         | Stargate Atlantis | David Nykl Ursula Burton       | James Swallow  | Sharon Gosling | 70 min   | Saison 4                    | Septembre 2008 |

## Saison 2
| Numéro | Titre                     | Série             | Invités                         | Auteur          | Directeur                     | Longueur | Chronologie avec les séries                        | Date de sortie |
| ------ | ------------------------- | ----------------- | ------------------------------- | --------------- | ----------------------------- | -------- | -------------------------------------------------- | -------------- |
| 2.1    | First Prime               | Stargate SG-1     | Christopher Judge Noel Clarke   | James Swallow   | Sharon Gosling                | 70 min   | Saison 4                                           | Mai 2009       |
| 2.2    | Impressions               | Stargate Atlantis | Kavan Smith Nicholas Briggs     | Scott Andrews   | Sharon Gosling                | 60 min   | Saison 4                                           | Juin 2009      |
| 2.3    | Pathogen                  | Stargate SG-1     | Teryl Rothery Christopher Judge | Sharon Gosling  | Sharon Gosling                | 60 min   | Saison 7                                           | Juillet 2009   |
| 2.4    | The Kindness of Strangers | Stargate Atlantis | Paul McGillion Neil Roberts     | Sharon Gosling  | Sharon Gosling                | 60 min   | Saison 2-3, avant l'épisode Une question d'éthique | août 2009      |
| 2.5    | Lines of Communication    | Stargate SG-1     | Gary Jones Beth Chalmers        | Luke Mansell    | Richard Dolmat Sharon Gosling | 60 min   | Après la Saison 10                                 | Septembre 2009 |
| 2.6    | Meltdown                  | Stargate Atlantis | David Nykl Aiden J. David       | David A McIntee | Sharon Gosling                | 60 min   | Saison 2                                           | Octobre 2009   |

## Saison 3
| Numéro | Titre             | Série         | Invités                      | Auteur          | Directeur                           | Longueur | Chronologie avec les séries | Date de sortie |
| ------ | ----------------- | ------------- | ---------------------------- | --------------- | ----------------------------------- | -------- | --------------------------- | -------------- |
| 3.1    | Half-Life         | Stargate SG-1 | Michael Shanks Claudia Black | James Swallow   | Lisa Bowerman et Jason Haigh-Ellery | 60 min   | Saison 9                    | Mai 2012       |
| 3.2    | An Eye for an Eye | Stargate SG-1 | Michael Shanks Claudia Black | Sally Malcolm   | Lisa Bowerman et Jason Haigh-Ellery | 60 min   | Saison 9                    | Mai 2012       |
| 3.3    | Infiltration      | Stargate SG-1 | Michael Shanks Claudia Black | Steve Lyons     | Lisa Bowerman et Jason Haigh-Ellery | 60 min   | Saison 9                    | Mai 2012       |
| 3.4    | Excision          | Stargate SG-1 | Michael Shanks Claudia Black | Peter J. Evans  | Lisa Bowerman et Jason Haigh-Ellery | 60 min   | Après la Saison 10          | août 2012      |
| 3.5    | Duplicity         | Stargate SG-1 | Michael Shanks Claudia Black | Richard Dinnick | Lisa Bowerman et Jason Haigh-Ellery | 60 min   | Après la Saison 10          | août 2012      |
| 3.6    | Time's Wheel      | Stargate SG-1 | Michael Shanks Claudia Black | Sharon Gosling  | Lisa Bowerman et Jason Haigh-Ellery | 60 min   | Après la Saison 10          | août 2012      |